# Jezioro Sieleckie
Jezioro Sieleckie, Staw Sielecki, Staw w Parku Sieleckim lub Jezioro Węgrzyna – zbiornik wodny na warszawskim Mokotowie, na terenie parku Sieleckiego.

## Położenie i charakterystyka
Zbiornik wodny leży po lewej stronie Wisły, w stołecznej dzielnicy Mokotów, na obszarze MSI Sielce, na terenie parku Sieleckiego. W pobliżu przebiegają ulice: Jana III Sobieskiego, Władysława Hańczy, Józefa Węgrzyna, Zbyszka Cybulskiego, Chełmska i Sielecka. W bezpośrednim sąsiedztwie południowo-zachodniego brzegu znajduje się budynek pod adresem ul. Sobieskiego 100, który w czasach PRL był we władaniu radzieckich służb dyplomatycznych.
Zbiornik wodny położony jest na obszarze zlewni Kanału Głównego „A”. Od południa wpada do niego Kanał Sielecki, który uchodzi na wschód w północnej części i płynie dalej krytym kolektorem. Staw jest wydłużony w kierunku północ–południe. Na jego terenie zlokalizowane są dwie wyspy. Nad brzegami rosną duże topole.
Zgodnie z ustaleniami w ramach „Programu Ochrony Środowiska dla m.st. Warszawy na lata 2009–2012 z uwzględnieniem perspektywy do 2016 r.” jezioro położone jest na wysoczyźnie, a jego powierzchnia wynosi 0,7851 ha. Według numerycznego modelu terenu udostępnionego przez Geoportal lustro wody zbiornika znajduje się na wysokości 84,3 m n.p.m. Identyfikator MPHP to 130936606.

## Historia
Jezioro było częścią założonego przez Stanisława Augusta Poniatowskiego w 1775 roku parku krajobrazowego. Zbiornik wodny był jego dominantą. Od 1820 roku park był częścią posiadłości belwederskiej. W tym czasie jezioro posiadało trzy wyspy, a także liczne mostki. W 1863 roku w okolicy zbiornika wodnego rozpoczęto hodowlę jedwabników. W 1916 roku obszar został włączony do Warszawy. Teren parku powoli ulegał dewastacji, jego części uległy zniszczeniu w czasie I wojny światowej, a w czasie II wojny światowej w wyniku powstania warszawskiego. Renowację parku, a także stawu, przeprowadzono w latach 60. XX w. według projektu Longina Majdeckiego.
Według stanu wiedzy z 1921 roku staw był częścią zaniedbanego parku, do którego wstęp był zabroniony. Występowały tu bardzo licznie ważki m.in. należące do rodzajów Pyrrhosoma, Somatochlora i Calopteryx. Wśród innych występujących tu zwierząt spotkać można było karpia, trębacza i żyworódkę pospolitą.